# Ivan Vrgoč
Ivan Vrgoč (Spalato, 20 settembre 1999) è un cestista croato.